# Microgecko
Genre

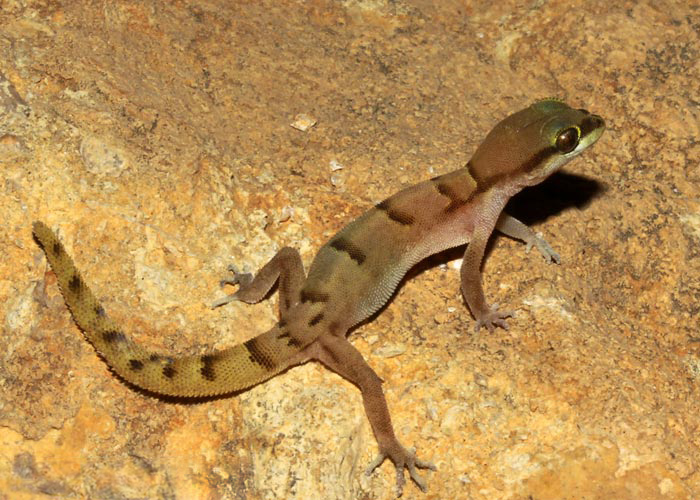

Microgecko est un genre de gecko de la famille des Gekkonidae.

## Répartition
Les espèces de ce genre se rencontrent en Irak, en Iran et au Pakistan.

## Liste des espèces
Selon The Reptile Database (11 avril 2013) :
- Microgecko depressus (Minton & Anderson, 1965)
- Microgecko helenae Nikolsky, 1907
- Microgecko latifi (Leviton & Anderson, 1972)
- Microgecko persicus (Nikolsky, 1903)

## Publication originale
- Nikolsky, 1907 : Reptiles et amphibiens recueillis (part.) M. N. A. Zarudny en Perse en 1903-1904. Annuaire du Musée Zoologique de l’Académie Impériale des Sciences de Saint-Pétersbourg, vol. 10, p. 260-301.